# Joachim Georg von Ganschou
Joachim Georg von Ganschou (före adlandet Ganschou), född 1674 i Kalundborg, död 30 maj 1760 i Kempele socken, var en svensk militär.
Joachim Georg von Ganschou tjänade under sju år vid den allierade armén under Vilhelm III av Englands befäl och bevistade flera slag på Irland, i Brabant och i Flandern. År 1700 gick han i svensk tjänst som volontär vid Ingermanländska värvade dragonregementet. von Ganschou blev löjtnant vid Vellingks ingermanländska infanteriregemente 1701, sekundkapten där samma år, sekundkapten vid Savolaks och Nyslotts fördubblingsinfanteriregemente 1706, premiärkapten där 1707 samt erhöll avsked i oktober 1709. Han blev 1710 major vid enrolleringsmanskapet i Stockholm, stadsmajor för Stockholms borgerskap samma år och överstelöjtnant och chef för Ingermanländska dragonregementet 1716. Ganschou adlades 1719 och introducerades 1743 på riddarhuset. Han erhöll kaptens indelning vid Åbo läns infanteriregemente, blev överstelöjtnant vid Österbottens infanteriregemente 1728 och var överste och chef för regementet 1739–1747. Ganschou erhöll generalmajors avsked 1747. Han blev riddare av Svärdsorden 1748.